# Stanley Tupper
Stanley Roger Tupper (ur. 25 stycznia 1921 w Boothbay Harbor, Maine, zm. 6 stycznia 2006 w Boothbay Harbor) – amerykański polityk, deputowany do Izby Reprezentantów z ramienia Partii Republikańskiej.
Studiował prawo na LaSalle Extension University w Chicago, od września 1944 do marca 1946 służył w marynarce wojennej. Od 1949 prowadził prywatną praktykę adwokacką w stanie Maine, był również adwokatem w sądzie stanowym oraz Sądzie Najwyższym. W latach 1953–1954 zasiadał w zgromadzeniu stanowym Maine, w latach 1959–1960 był asystentem prokuratora generalnego stanu. Pełnił także funkcję stanowego komisarza ds. morza i rybołówstwa (1953-1957).
W latach 1961–1967 przez trzy kolejne kadencje Kongresu Stanów Zjednoczonych reprezentował rodzinny stan Maine w Izbie Reprezentantów Stanów Zjednoczonych. Nie ubiegał się o reelekcję w 1966, był natomiast komisarzem generalnym USA (w randze ambasadora) na Wystawie Światowej w Kanadzie w 1967. W 1968 powrócił do praktyki prawniczej. W latach 1975–1976 był komisarzem USA w Międzynarodowej Komisji ds. Rybołówstwa na Północno-wschodnim Atlantyku.